# Domus Romana
Domus Romana je uničena hiša iz rimske dobe na meji med Mdino in Rabatom na Malti. Zgrajena je bila v 1. stoletju pred našim štetjem kot aristokratska mestna hiša (domus) v rimskem mestu Melite. V 11. stoletju je bilo na ostankih domusa urejeno muslimansko pokopališče. Mesto je bilo odkrito leta 1881, pri arheoloških izkopavanjih pa je bilo odkritih nekaj dobro ohranjenih rimskih mozaikov, kipov in drugih predmetov ter številnih nagrobnikov in drugih ostankov s pokopališča. Od leta 1882 je mesto javno dostopno kot muzej, ki ga zdaj vodi agencija Heritage Malta (Malteška dediščina).

## Zgodovina in opis

### Rimska hiša
Zgrajena naj bi bila v začetku 1. stoletja pred našim štetjem in je ostala v uporabi vse do 2. stoletja. Imela je kolonaden peristil, ki ga je navdihnila starogrška arhitektura. Njene najboljše lastnosti so dobro izdelani večbarvni mozaiki helenističnega sloga, ki jih najdemo v peristilu in okoliških prostorih, ki kažejo dekorativne motive ali mitološke prizore. Uporabljeni sta bili dve vrsti teser (latinsko tesserae): opus vermiculatum v središču tlaka; opus tessellatum, večji koščki za ustvarjanje tridimenzionalnih modelov po vsej glavni sliki. Slika je poskušala posnemati zelo priljubljen motiv, ki ga je verjetno prvi naslikal umetnik iz Sofosa. Stavba ima lepo pobarvan zidni omet, ki posnema obarvane frnikole in prikazuje delno stilizirane arhitekturne elemente, kar bi lahko označili kot 1. in 2. pompejski slog.
Čeprav je bila hiša večkrat uničena, so mozaiki ostali v glavnem nedotaknjeni in so primerljivi s tistimi, ki jih najdemo v Pompejih ali na Siciliji. V njej so našli tudi številne kipce iz 1. stoletja vladarske rimske družine skupaj s kovanci, stekleno posodo, namizno posodo, dodatki za kopel, amforami in drugimi finimi artefakti. 

### Muslimansko pokopališče
Ko je bila Malta v 11. stoletju del fatimidskega kalifata, so rimsko hišo spremenili v pokopališče. Med izkopavanji je bilo odkritih vsaj 245 pokopov, številni apnenčasti (in en marmornat) nagrobni spomeniki z napisi v kaligrafski kufski pisavi. Med izkopavanji so našli tudi nekaj keramike in srebrn obroč.

## Odkritje in izkopavanja
Rimsko hišo so leta 1881 naključno odkrili delavci, ko so urejali krajino. Kasneje so jo izkopali vodilni arheologi tega časa, med njimi Antonio Annetto Caruana, sir Themistocles Zammit, Robert V. Galea, Harris Dunscombe Colt in Louis Upton Way. 

## Muzej
Po prvem izkopu, je bil tam, kjer je bil peristil hiše, zgrajen muzej, da bi ohranili mozaike. Odprt je bil februarja 1882 in to je bila prva stavba na Malti, ki je bila zgrajena posebej za muzej arheološkega najdišča. Muzej je bil prvotno znan kot Muzej rimskih starin in poleg mozaikov in drugih rimskih ali muslimanskih artefaktov, razkritih v hiši, je razstavljal še nekaj drugih rimskih marmornih del, ki so jih našli na ulicah Mdine. Na koncu je bilo v ta muzej prenesenenih veliko rimskih predmetov, najdenih drugje na Malti. 
Leta 1922 so muzej povečali po načrtu arhitekta Galizia, ki je dodal neoklasicistično fasado in veliko razstavno sobo. Ostanki rimske hiše so bili uvrščeni na seznam starin leta 1925.  Muzej je bil med drugo svetovno vojno zaprt, v njem je bil restavratorski center, preden so ga ponovno odprli za javnost leta 1945.
Mozaik peristila je bil obnovljen v drugi polovici 20. stoletja, vendar je bil nenamerno poškodovan. Heritage Malta pripravlja poročilo o tem, kako ohraniti mozaik in ga čim bolje popraviti, ne da bi ga poškodovali. Razstavno pohištvo muzeja je bilo obnovljeno med letoma 2002 in 2005 ter ponovno leta 2011.
- Mozaik iz peristila
- Steklena posoda
- Namizni pribor
- Sarkofag in grob iz apnenca z muslimanskega pokopališča
- Muzej Domus Romana